# Життя, що стало легендою
«Життя, що стало легендою» (рос. «Жизнь, ставшая легендой») — радянський чорно-білий двосерійний біографічно-історичний телефільм 1969 року, знятий режисером Юрієм Чулюкіним на Північно-Осетинській студії телефільмів.

## Сюжет
Телевізійний фільм у двох серіях («Витоки», «Роздуми») про героя громадянської війни Хаджи-Мурата Дзарахохова.

## У ролях
- Дагун Омаєв — Хаджи-Мурат («Витоки», «Роздуми»)
- Махарбек Турієв — Заурбек («Витоки», «Роздуми»)
- Данило Нетребін — Микола («Витоки», «Роздуми»)
- Ігор Класс — Франц, німецький робітник («Витоки», «Роздуми»)
- Луїза Балікоіва — Заліна («Витоки», «Роздуми»)
- Володимир Тхапсаєв — батько Заліни («Витоки», «Роздуми»)
- Андрій Файт — Роллінс («Витоки», «Роздуми»)
- Хуан Умберто Сото Мехіас — Хуан («Витоки», «Роздуми»)
- Олександр Балканський — керуючий («Витоки», «Роздуми»)
- М. Кусов — Маріо («Витоки», «Роздуми»)
- Г. Хакулов — Діас («Витоки», «Роздуми»)
- С. Мамсуров — Педро («Витоки», «Роздуми»)
- Махмуд Есамбаєв — епізод («Витоки»)
- Микола Саламов — Валі, батько Хаджи («Витоки»)
- Маїрбек Цаліков — Хазболат («Витоки»)
- Володимир Балон — Санчес («Витоки», «Роздуми»)
- Муса Дудаєв — Альберто («Роздуми»)
- О. Хутінаєв — племінник П'єтро («Роздуми»)
- Ах'яд Гайтукаєв — Джованні («Роздуми»)
- Борис Кеворков — швед золотошукач («Роздуми»)
- М. Щербаков — син шведа («Роздуми»)
- Олег Фраєв — Юхан («Роздуми»)
- Д. Ващенко — шериф («Роздуми»)
- Коста Сланов — дядько Вітторіо («Роздуми»)
- Валентин Бирюков — генерал Апраксін («Витоки»)
- Г. Кантєєв — епізод («Витоки», «Роздуми»)
- А. Самохвалов — епізод («Витоки»)
- Михайло Западін — епізод («Витоки»)
- А. Шепельова — епізод («Витоки»)
- Г. Каніщева — епізод («Витоки»)
- В. Золоєв — епізод («Роздуми»)
- Т. Нугзаров — епізод («Роздуми»)
- В. Мірзоєв — епізод («Роздуми»)
- Л. Гутієва — епізод («Роздуми»)
- М. Шаїпов — епізод («Роздуми»)
- С. Бзаєв — епізод («Роздуми»)
- А. Кадолаєв — епізод («Роздуми»)

## Знімальна група
- Режисер — Юрій Чулюкін
- Сценаристи — Георгій Черчесов, Юрій Чулюкін
- Оператор — Герман Шатров
- Композитор — Ілля Габараєв
- Художник — Тотрбек Басієв